# Jacques Basnage
Jacques Basnage De Beauval (8 de agosto de 1653 - 22 de diciembre de 1723) fue un célebre predicador protestante francés, adivino, lingüista, escritor y hombre de negocios francés.  Escribió la Historia de la Iglesia Reformada y de Antigüedades judías.

## Biografía
Jacques Basnage nació en Rouen, Normandía, era hijo mayor del eminente abogado Henri Basnage de Franquesnay. Estudió lenguas clásicas en Saumur y después teología en Ginebra. Fue pastor en Rouen desde 1676 hasta 1685, cuando, con la revocación del edicto de Nantes, obtuvo la autorización del rey para retirarse a Holanda. Se instaló en Róterdam como ministro pensionario hasta 1691, cuando fue elegido como pastor de la Iglesia de Valonia.
En 1709 el magnífico pensionario Anthonie Heinsius (1641-1720) aseguró su elección como uno de los pastores de la Iglesia Valona, en La Haya, pretendiendo emplearlo principalmente en asuntos civiles. Consiguientemente, se comprometió con una negociación secreta con el Mariscal d'Uxelles, plenipotenciario de Francia en el congreso de Utrecht. Desde entonces se le confirieron varias comisiones importantes adicionales.
En 1716 Dubois se encontraba en La Haya a instancias del regente de Orleans, con el propósito de negociar la Triple Alianza entre Francia, Gran Bretaña y Holanda, buscó el consejo de Basnage, quien, a pesar de no haber conseguido recibir el permiso para regresar a Francia, en una visita corta el año anterior, hizo todo lo posible para impulsar las negociaciones. El gobierno francés también se volvió hacia él en busca de ayuda en vista de la creciente amenaza en la región de Cevenas.
Basnage había dado la bienvenida al renacimiento de la iglesia protestante por el empeño del Tribunal de Antoine. Aseguró al regente que no existía ningún peligro de resistencia activa por parte de él. Fiel a los principios de Calvino, denunció la rebelión del Camisards en sus Instrucciones pastorales aux Réformés de Francia sur l'obéissance previsto aux souverains (1720), el cual fue impreso por orden del tribunal y distribuido en el sur de Francia.

## Trabajos
Sus trabajos incluyen varios tratados dogmáticos y polémicos, pero los más importantes son los históricos. De estos pueden ser mencionados Historia de la Religión des églises reformées (Rotterdam, 1690), el Histoire de l'église depuis Jésus-Cristo jusqu'à présent (ib. 1699)—ambos de ellos escritos desde el punto de vista de la polémica protestante y, de valor científico más grande, el Histoire des Juifs (Rotterdam, 1706, Eng. trans. 1708) y el Antiquités judaiques ou remarques critica sur la république des Hébreux (1713). También escribió introducciones cortas explicativas y apuntes a una colección de grabados de letra inglesa, muy apreciada por los conocedores, llamado Histoires du Vieux et du Nouveau el Testament, représentées la par des figuras gravées en taille-douce la par R. de Hooge (Ámsterdam, 1704).
Fue elegido miembro de la Sociedad Real en 1697.